# Денис, Михаэль
Михаэль Денис (Johann Nepomuk Cosmas Michael Denis; 27 сентября 1729 — 29 сентября 1800) — австрийский поэт, библиограф и лепидоптеролог.
Ему принадлежит первая книговедческая монография. Сначала она называлась «Очерк библиографии» (1774). Впоследствии М. Денис переработал её, объединил со своей монографией «Очерк истории литературы» (1776) и в 1777—1778 гг. издал под общим названием «Введение в книговедение». Именно в названии этого труда впервые появляется термин «книговедение».

## Биография
Родился в Шердинге на реке Инн, воспитался иезуитами. Вступил в Орден иезуитов в 1747 году. Работал учителем грамматики и риторики в иезуитских колледжах Граца и Клагенфурта. В 1757 году был рукоположен в сан священника. В 1759 году был назначен профессором в Терезианскую академию в Вене, оставался на этой должности до отмены иезуитского ордена в 1773 года. С тех пор до роспуска Академии возглавлял библиотеку Garellische. С 1784 года был хранителем императорской библиотеки в Вене.